# Marcelo Frusin
Marcelo Frusin (nacido el 27 de diciembre de 1967 en Rosario) es un dibujante de cómics argentino. Es conocido fundamentalmente por su etapa en Hellblazer y Loveless de la serie Vertigo de DC Comics.

## Biografía
Frusin empezó su carrera trabajando para la editorial argentina Columba en 1993. Para la editorial italiana Universo, ilustró la serie Niko Slavo en la revista Intrépido, entre 1994 y 1997. En 1998, empezó a trabajar en el mercado americano, colaborando con Marvel Comics en X-Men Unlimited, con guion de Tom DeFalco. Más tarde, trabajó para Acclaim Comics, dibujando Magnus y Robot Fighter, ambas escritas por Tom Peyer.
El estilo de Frusin se asemeja al de su paisano Eduardo Risso (100 balas). Como Risso, Frusin ha trabajado con Brian Azzarello, concretamente durante la etapa de este último en la serie de la línea Vertigo (publicada por DC Comics) Hellblazer, donde se daría a conocer su trabajo. La etapa de Frusin en esta serie empezaría en el número 151 y se alargaría más allá de la etapa de Azzarello, siendo también el dibujante regular de la misma durante la primera parte de la etapa de Mike Carey, con lo que Frusin se convertiría en uno de los dibujantes más prolíficos de la serie, dibujando 34 números. Frusin abandonó Hellblazer en el número 200 (le sustituiría su paisano Leonardo Manco), para unirse a Azzarello en la serie Loveless. Ha trabajado para otros títulos de Vertigo, como Flinch, Weird War Tales y Weird Western Tales Special. 